# 괴동로
괴동로(Goedong-ro)는 대한민국 경상북도 포항시 남구 장흥동에서 동촌동을 거쳐 연결하는 도로이다.

## 노선 경로
- 사거리 명칭 미상 - 철강로, 장흥로
- 동촌교
- 삼거리 명칭 미상 - 호동로
- 삼거리 명칭 미상 - 동해안로 (국도 제31호선)